# 南关街道 (遵义市)
南关街道，是中华人民共和国贵州省遵义市红花岗区下辖的一个街道办事处。
2015年12月8日，贵州省人民政府批复同意撤销南关镇，设置南关街道。

## 行政区划
南关街道下辖以下地区：
凉水社区、南岭社区、南岭村、金华村、南山村、长岗村、护城村、镇隆村和南门村。